# Heilig-Hartkapel (Eindhoven)
De Heilig-Hartkapel (ook: Kapel van het Heilig Hart, voorheen vaak ook Kronehoefkapel genoemd), was oorspronkelijk een kapel van de Zusters van Liefde van Schijndel. Ze bevindt zich aan Kloosterdreef 23 in de wijk Kronehoef die deel uitmaakt van het Eindhovense stadsdeel Woensel. Ongeveer 50 meter zuidelijker staat de Sint-Petruskerk.

## Geschiedenis
Het klooster werd gesticht in 1880, en de zusters stichtten een lagere school, een naaischool, en later een verzorgingstehuis. In 1902 werd er ten behoeve van dit verzorgingstehuis een kapel gebouwd in neogotische stijl. In 1923 begon in deze kapel de devotie voor het Heilig Hart.
Na de opheffing van het klooster werd het gebouwencomplex een woonzorgcentrum, maar de kapel bleef gehandhaafd en de Heilig-Hartdevotie hield stand.
Op 11 september 2010 werd de kapel officieel in gebruik genomen als hulpkerk voor de parochie Woensel Midden en Zuid.